# Fabian Holland
Fabian Holland (ur. 11 lipca 1990 w Berlinie) – niemiecki piłkarz grający na pozycji lewego obrońcy w Darmstadt. Jest Kapitanem zespołu. 